# Melocanna baccifera
Melocanna baccifera är en gräsart som först beskrevs av William Roxburgh, och fick sitt nu gällande namn av Wilhelm Sulpiz Kurz. Melocanna baccifera ingår i släktet Melocanna och familjen gräs. Inga underarter finns listade i Catalogue of Life.

## Källhänvisningar
1. ↑  Kurz, 1875 In: Prelim. Rep. Forest Pegu , App. B: 94
2. 1 2  Roskov Y., Kunze T., Orrell T., Abucay L., Paglinawan L., Culham A., Bailly N., Kirk P., Bourgoin T., Baillargeon G., Decock W., De Wever A., Didžiulis V. (ed) (28 februari 2014). ”Species 2000 & ITIS Catalogue of Life: 2014 Annual Checklist.”. Species 2000: Reading, UK. http://www.catalogueoflife.org/annual-checklist/2014/details/species/id/9789935. Läst 26 maj 2014.
3. ↑  WCSP: World Checklist of Selected Plant Families